# Západní Kordillera (Kolumbie)
Západní Kordillera (španělsky Cordillera Occidental) jsou jedním ze tří dílčích pohoří, do kterých se v jižní Kolumbii rozdělují Andy. Táhne se od oblasti Nudo de los Pastos severním směrem v délce přibližně 1200 km. Průměrná nadmořská výška je 2000 metrů. Pohoří je od Centrální Kordillery odděleno údolím řeky Cauca, na západě přechází do pacifické pobřežní nížiny. Vody ze západní části pohoří jsou odváděny mimo jiné řekami San Juan a Patía do Pacifiku a řekou Atrato do Dariénského zálivu, který je součástí Karibiku.

## Hlavní vrcholy v pohoří
- Farallones de Cali
- Cerro Calima
- Cerro Tatamá
- Cerro Tamaná
- Páramo de Frontino
- Cerro del Munchique

## Fotogalerie

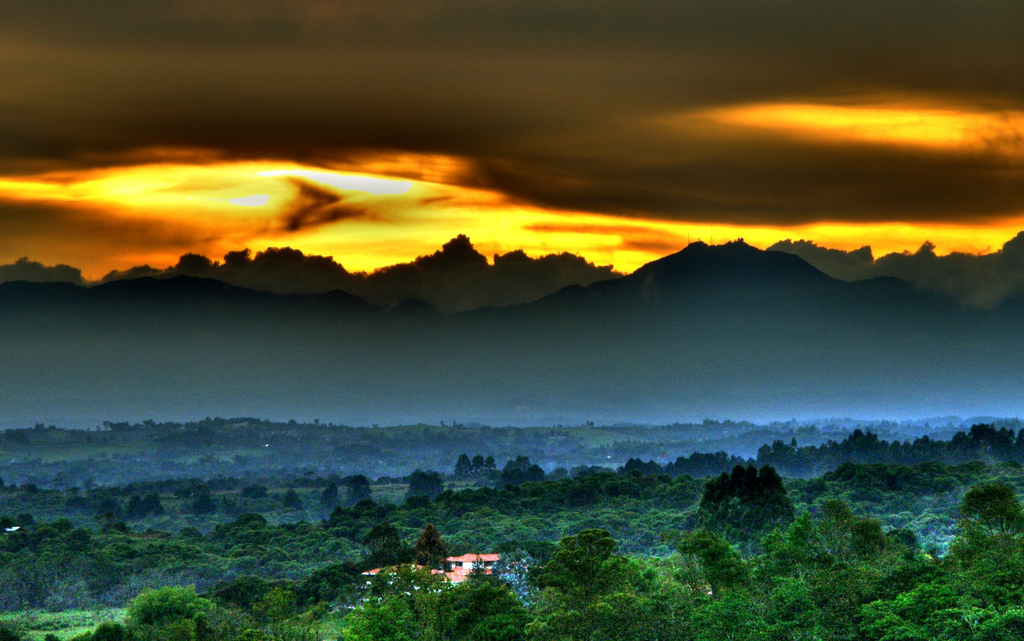
Cerro del Munchique
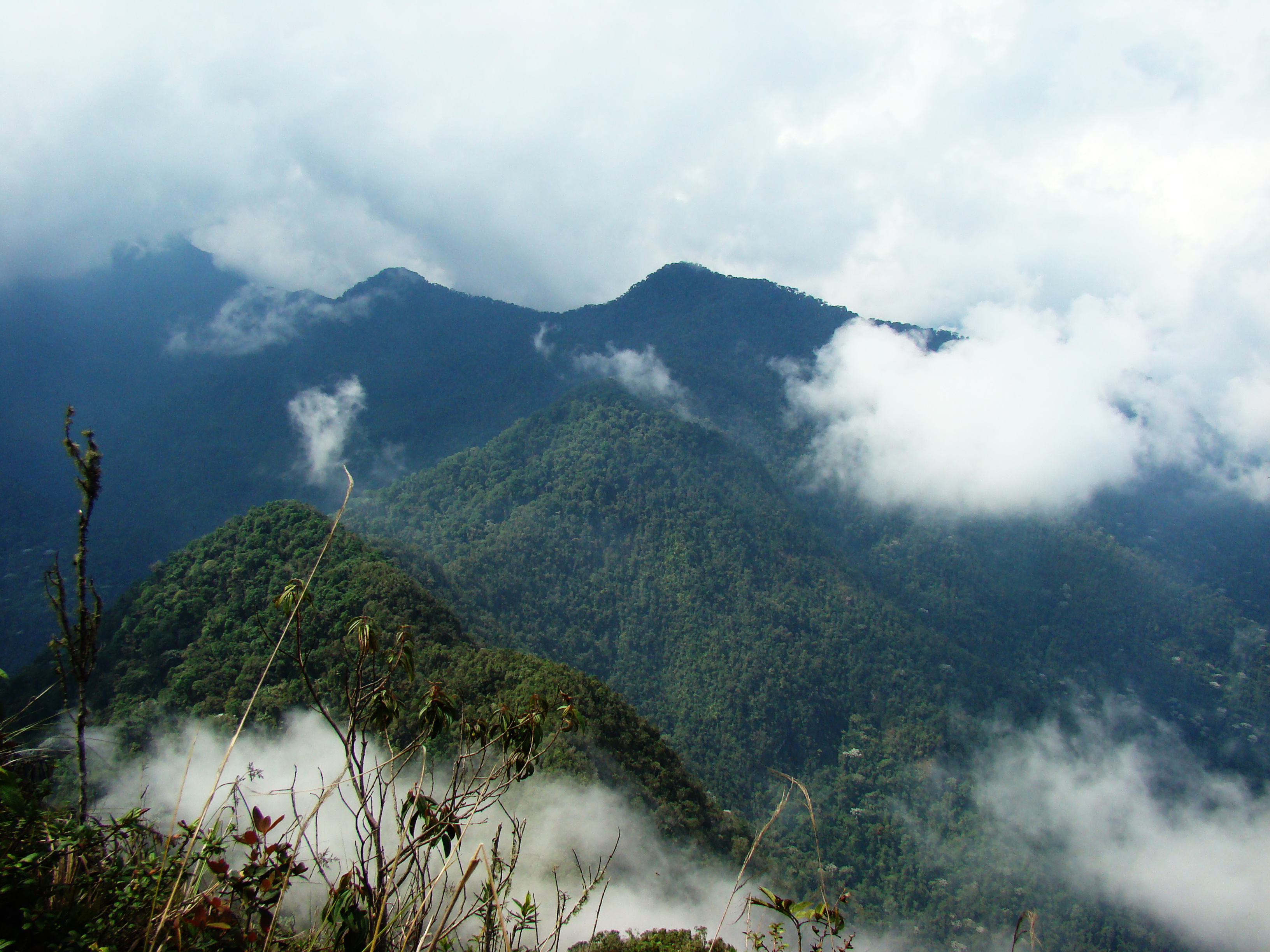
krajina pohoří
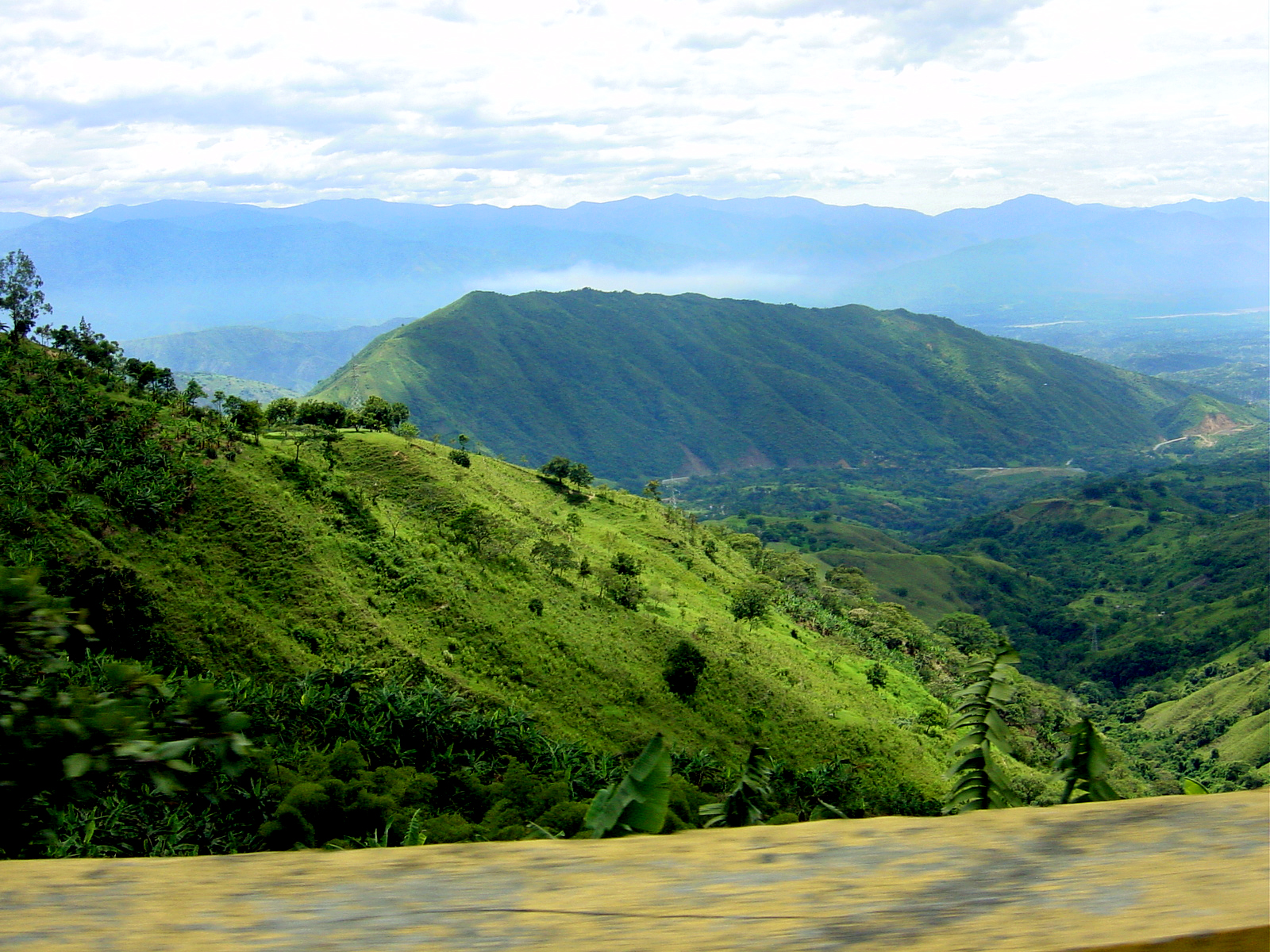
krajina pohoří